# Diagora di Rodi
Diagora di Rodi (in greco antico: Διαγόρας ὁ Ῥόδιος?, Diagóras ho Rhódios; ... – V secolo a.C.) è stato un pugile greco antico. Nel 464 a.C. vinse la LXXIX olimpiade nella gara di pugilato.

## Biografia
Diagora di Rodi era figlio di Damagete. Apparteneva alla nobilissima famiglia degli Eratidai, che occupava un ruolo importante nella vita politica e sociale di Rodi.  Era famoso per la formidabile potenza fisica e per il talento atletico, che gli permisero di diventare un periodonikes, cioè vincitore in tutti i quattro giochi panellenici, oltre che in numerosi agoni locali.
La sua impresa più famosa fu comunque la vittoria nella gara di pugilato dei giochi olimpici del 464 a.C., a seguito della quale gli fu dedicata la VII Olimpica di Pindaro, e venne celebrato come un eroe a Rodi. A Olimpia era presente una statua, realizzata da Callicle di Megara, che rappresentava Diagora insieme ai figli Damagete, Acusilao e Dorieo e ai nipoti - figli delle figlie di Diagora - Eucle e Pisirodo, tutti vincitori olimpici. Del gruppo si è conservata solo parte della base.
Fu un atleta che si arricchì enormemente con la partecipazione e la vittoria di un numero incredibile di competizioni. Nel suo prestigioso curriculum, oltre alle vittorie a Delfi, Corinto, Olimpia e Nemea, figuravano, infatti, premi di molte altre competizioni, tra cui quelle di Atene, Argo, Tebe, Egina e Megara. 
Naturalmente, non fu il solo ad approfittare delle possibilità offerte all'epoca. Basterebbe riandare alle tante epigrafi ritrovate o alle fonti letterarie per avere un'idea della dimensione del fenomeno.
Diagora ebbe tre figli maschi, i quali nello stesso giorno vinsero le olimpiadi, uno nel pugilato, uno nel pancrazio ed uno nella lotta. Stando ad Aulo Gellio, la gioia di Diagora per i trionfi dei figli fu tale, che dopo aver ricevuto i loro abbracci morì.
Diagora ebbe anche una figlia, Callipatera, celebre per aver trasgredito il divieto di partecipazione femminile ai giochi olimpici: scoperta, fu perdonata in onore del padre, dando origine al regolamento della nudità olimpica.